# قلقل آباد (مقاطعة فامنين)
قلقل‌آباد (بالفارسية: قلقل‌آباد) هي قرية تقع في قسم بيشخور الريفي (مقاطعة فامنين) في إيران. يقدر عدد سكانها بـ 69 نسمة بحسب إحصاء 2016.